# August Greim

August Greim

August Greim (* 6. Juni 1895 in Helmbrechts; † 29. Januar 1975 in Naila) war ein deutscher Politiker (NSDAP).

## Leben und Wirken
Greim, als fünftes von neun Kindern geboren, besuchte die Volksschule und arbeitete als Jugendlicher im elterlichen Wäschegeschäft in Lichtenberg mit. Er wurde an der Fortbildungsschule zum Kaufmann ausgebildet. Nach seiner Teilnahme am Ersten Weltkrieg kümmerte er sich um den Ausbau des Geschäftes. Seit 1924 war er zudem Stadtrat des oberfränkischen Lichtenberg. Zum 9. April 1926 trat er der NSDAP bei (Mitgliedsnummer 33.691). 1930 ernannte ihn Hans Schemm zum hauptamtlichen Bezirksleiter und 1932 zum Kreisleiter von Lichtenberg-Naila. Als Mitglied der SA erreichte er den Rang eines Standartenführers. 
Vom 24. April 1932 bis zum 19. November 1933 saß Greim als Abgeordneter im Bayerischen Landtag. Anschließend gehörte er von November 1933 bis zum Ende der NS-Herrschaft im Frühjahr 1945 dem nationalsozialistischen Reichstag als Abgeordneter für den Wahlkreis 26 (Franken) an.
Ab 1933 war Greim als Vertreter der Bayerischen Ostmark in der Organisationsleitung der NSDAP bei den Nürnberger Reichsparteitagen tätig und leitete unter anderem das Referat für Massenquartiere.
Am 15. Oktober 1937 wurde er NSDAP-Kreisleiter in Coburg und am 17. Dezember 1938 Coburger Oberbürgermeister. Greim war Wunschkandidat des Gauleiters Fritz Wächtler. Für die Vereinigung von Stadt- und Parteiführung, die seit 1937 verboten war, erhielt er eine Ausnahmegenehmigung der Reichsleitung der NSDAP. Aus der Organisationsleitung der Reichsparteitage schied er aus.
Am 9. April 1945 setzte sich Greim kurz vor dem Einmarsch der US-Armee in Coburg, in Richtung Bayreuth ab. In der Folge stellte er sich in den Dienst des Volkssturmes Regensburg. Am 23. April wurde er Zeuge, als sich eine etwa tausendköpfige Menschenmenge versammelte, die für eine kampflose Übergabe der Stadt demonstrierte. Greim gab die Anweisung wahllos Personen aus der Menge zu verhaften. Darunter war der Domprediger Johann Maier, der von einem Standgericht wegen Wehrkraftzersetzung zum Tode durch den Strang verurteilt und gehängt wurde.
Am 25. Mai 1945 erfolgte seine Verhaftung. Am 15. Februar 1950 wurde Greim in einem Spruchkammerverfahren als Minderbelasteter eingestuft. Zuletzt wohnte er in Lichtenberg, wo er eine Textilfabrik betrieb.